# Alexander Wladimirowitsch Kirsanow
Alexander Wladimirowitsch Kirsanow (russisch Александр Владимирович Кирсанов; * 1903; † 5. März 1985) war ein sowjetischer Historiker, Politökonom und Chefredakteur der Berliner Zeitung 1945.

## Leben

### Tätigkeiten bis 1945
Alexander Kirsanow studierte Volkswirtschaft. 1920 wurde er Mitglied der Kommunistischen Partei. Er wurde Dozent für Politische Ökonomie an der Internationalen Lenin-Schule der Komintern in Moskau. Ab 1942 war er Mitarbeiter der 7. Abteilung der GlavPURKKA, der politischen Hauptverwaltung der Roten Armee. Kirsanow beschäftigte sich auch mit der politischen Arbeit unter deutschen Kriegsgefangenen. Er erreichte den Dienstgrad eines Obersts.

### Chefredakteur in Berlin 1945 bis 1950
Am 18. Mai 1945 zog er mit der Roten Armee in Berlin ein. Bereits am 21. Mai 1945 erfolgte die Gründung der Berliner Zeitung, deren erster Chefredakteur er bis Juli 1945 war. Kirsanow wurde dann Chefredakteur der deutschsprachigen Tageszeitung Tägliche Rundschau, die von der Sowjetischen Militäradministration in Deutschland (SMAD) herausgegeben wurde, mit der dazugehörigen Halbmonatsschrift Neue Welt. Er hatte großen Anteil an der Gestaltung der sowjetischen Besatzungspolitik in der DDR. 

### Tätigkeiten seit 1950
1950 wurde er aus Berlin abberufen, weil seine Publikationen zu überparteilich seien. Seitdem war Alexander Kirsanow als Historiker an der Hochschule für Weltwirtschaft und Internationale Beziehungen in Moskau tätig, und danach an der Akademie der Wissenschaften der UdSSR in Moskau.
Kirsanow war Vizepräsident der sowjetischen Gesellschaft für Freundschaft mit der DDR.